# 하찬호
하찬호(河燦浩, 1953년 4월 17일 ~ )는 대한민국의 전직 외무 공무원이다.

## 학력
- 1976년 2월: 동아대학교 영문학과 졸업[1]
- 1978년 2월: 부산대학교 경영대학원 수료

## 경력
- 2014년: 삼성전자 베트남 고문
- 2011년 3월: 주베트남 대한민국 대사관 대사[1]
- 2009년 2월: 주캐나다 대한민국 대사관 대사
- 2007년 3월: 주이라크 대한민국 대사관 대사
- 2005년 4월: 국제표기․명칭 전담 대사
- 2002년 7월: 주유엔 대표부 공사
- 2001년 5월: 국제기구담당심의관
- 2000년 8월: 국무조정실 파견
- 1997년 12월: 주싱가포르 대사관 참사관
- 1995년 6월: 주오스트리아 대사관 참사관
- 1994년 1월: 국제연합1과장
- 1993년 8월: 국제연합2과장
- 1990년 1월: 주유엔 대표부 1등서기관
- 1984년 7월: 주파키스탄 대사관 2등서기관
- 1978년 5월: 제 12회 외무고시 합격(8월 외무부 입부)